# FAW Jilin Automobile

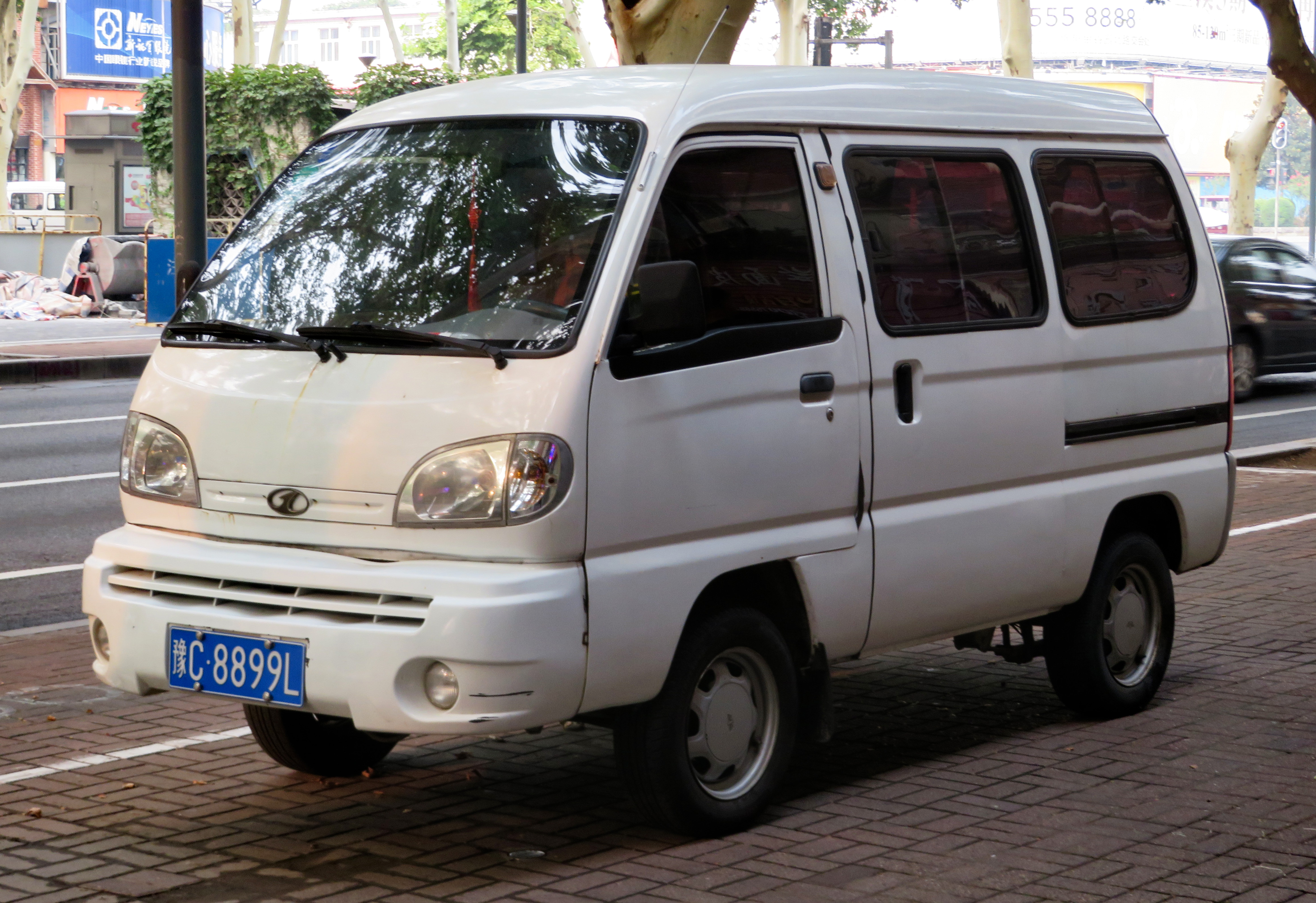
FAW Jiebao

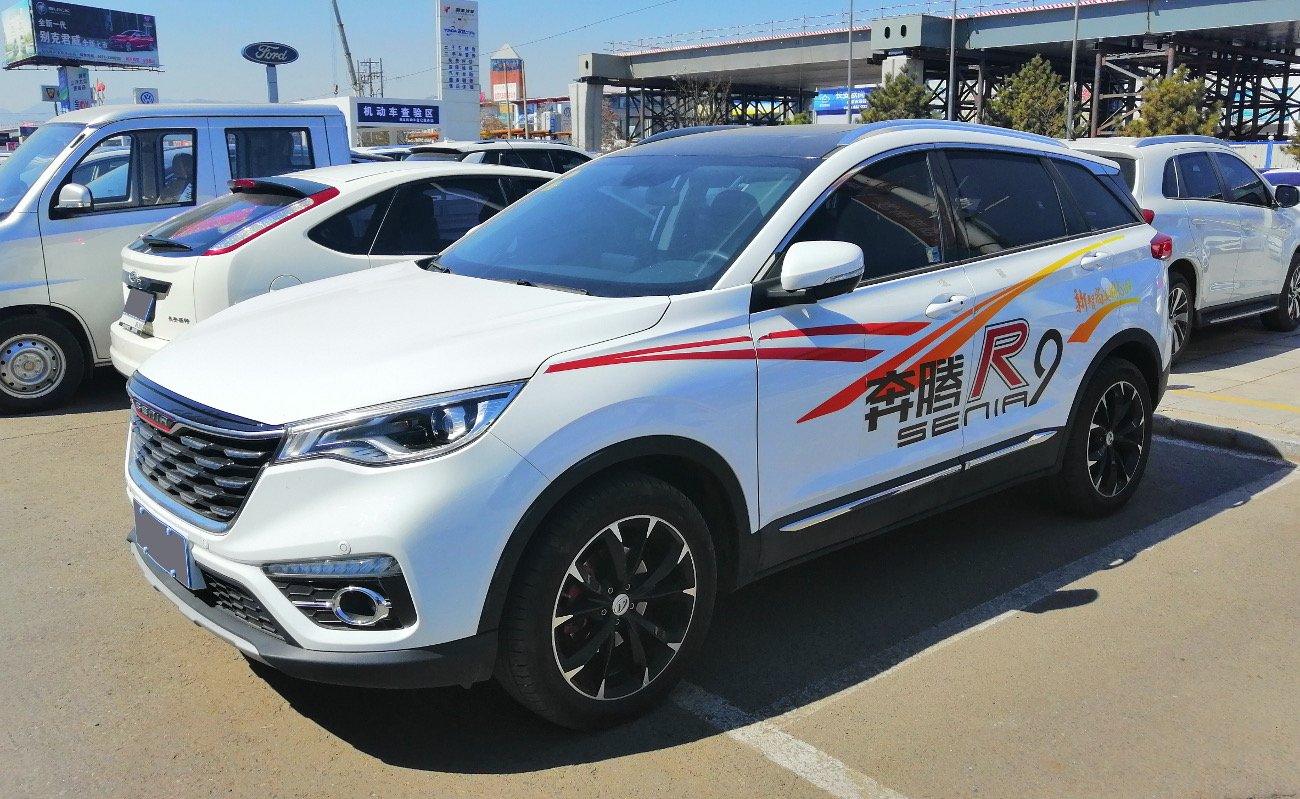
FAW Senia R9

FAW Jilin Automobile ist ein Hersteller von Automobilen aus der Volksrepublik China.

## Unternehmensgeschichte
Ab dem 29. April 1983 gab es die Jilin Light Truck Company, die Fahrzeuge der Marke Jilin herstellte. Am 28. Juni 1991 erfolgte die Übernahme durch die China FAW Group und die Neugründung als FAW Jilin Light Vehicle Plant. Der Sitz blieb in Jilin. Der Markenname wurde zunächst beibehalten und erst 1999 auf FAW geändert. 2004 wurde die Firmierung auf FAW Jilin Automobile geändert. 2008 waren 1066 Mitarbeiter beschäftigt.

## Fahrzeuge
Eine Baureihe wird unter der Submarke oder Serie Jiebao angeboten. Daneben gibt es FAW Senia R7 und FAW Senia R9.